# Apis andreniformis
L'abella de la mel nana negra (Apis andreniformis) és una espècie d'himenòpter apòcrit de la família dels àpids (Apidae) nativa de les regions tropicals i subtropicals asiàtiques.
A. andreniformis només recentment s'ha considerar una espècie separada de l'Apis florea, donat que hi ha llocs les dues espècies conviuen (simpatria).

## Característiques
La característica principal d'aquesta espècie són les bandes negres que presenten a les seves potes, especialment a la tíbia i el basitars. A més, la pigmentació d'A. andreniformis és negrenca, mentre que la de l'A. florea és groguenca. La probòscide d'A. andreniformis té una llargada de 2,80 mm, mentre que la d'A. florea fa 3,27 mm.

## Ecologia
A. andreniformis fa els nius en boscos tranquils normalment en zones fosques on la llum és del 25 al 30% de la total. El rusc el fa en les branques del bambú i dels bananers, en arbusts com els de les plantes del cafè i del te. La seva bresca típicament té una mida d'entre 70 a 90 mm.
A. andreniformis és mésa gresiva que A. florea.
Les colònies que es queden sense reina d'A. andreniformis  s'ha observat que es fusionen amb les d'A. florea.

### Paràsits
Els principals paràsits de les espècies A. andreniformis i A. florea pertanyen al gènere Euvarroa.